# Norberto Jansenson
Norberto Jansenson (1971) es un mago e ilusionista argentino.

## Trayectoria
Comenzó sus estudios con la magia a los 9 años, y realizó su primer show contratado a los 15 años. Fue contratado por el Parque de la Costa para crear, diseñar, producir, escribir y protagonizar su espectáculo en el primer teatro especialmente construido para un espectáculo de magia en Sudamérica. 
Creó y produjo para RGB el primer segmento de la presentación teatral del segundo disco de Bandana, haciendo aparecer a las cinco protagonistas durante 45 funciones en el teatro Gran Rex. Fue contratado por Pol-Ka para asesorar a la producción de la tira Ilusiones, y para entrenar al protagonista Oscar Martínez, que interpretó a un mago profesional.
En octubre de 2014 Jansenson dio su primera charla TED, en el evento TEDx Río de la Plata, realizado en Tecnópolis, para 10.000 personas en vivo y 25.000 que siguieron el evento por streaming. La charla habla sobre la necesidad urgente que tiene el mundo de recuperar magia de la vida cotidiana e integrarla al mundo de lo privado y lo profesional para lograr la plenitud. Durante 2014 Jansenson ha sido contratado por Monsanto, Adidas y VISA para entrenar y asesorar a sus directores y líderes para dar charlas, discursos y presentaciones en sus eventos. Jansenson no solamente es entrenador de oradores, además asesora a las empresas y sus ejecutivos en el contenido de sus discursos y en la organización de sus eventos, brindando ayuda para producir un vínculo de intimidad con sus públicos, cambiar paradigmas y lograr resultados extraordinarios. 

El 5 de octubre de 2019 participó del programa de Mirtha Legrand. Durante el mismo, ante la pregunta de si hay mujeres magas respondió:
Hay. Pocas. Hay algunas muy muy muy muy buenas. Hay una uruguaya muy buena particularmente. Creo que la mayoría de las mujeres podrían ser mucho mejores de lo que son si hubieran sido entrenadas por hombres que entendieran la diferencia que hay entre la magia que tiene que hacer un mago y la magia que tiene que hacer una hechicera o una bruja. Los hombres y las mujeres venimos a este mundo para diferentes cosas. La mujer tiene un útero, el hombre pone una semilla en ese útero; cada uno tiene su trabajo para hacer y en la magia es igual. El mago se dedica a traer desde  los mundos superiores y manifestar la energía en la tierra, y la mujer es la madre tierra, la que recibe eso.Entonces, si las mujeres fueran entrenadas por magos que saben esa diferencia, no tratarían de ser imitadoras de magos varones (...). Cuando la mujer quiere cortar a un hombre en tres partes hay algo que para mi gusto se pierde ahí, se pierde la oportunidad de que la magia se muestre como yo creo que debería ser.